# 水路観測所

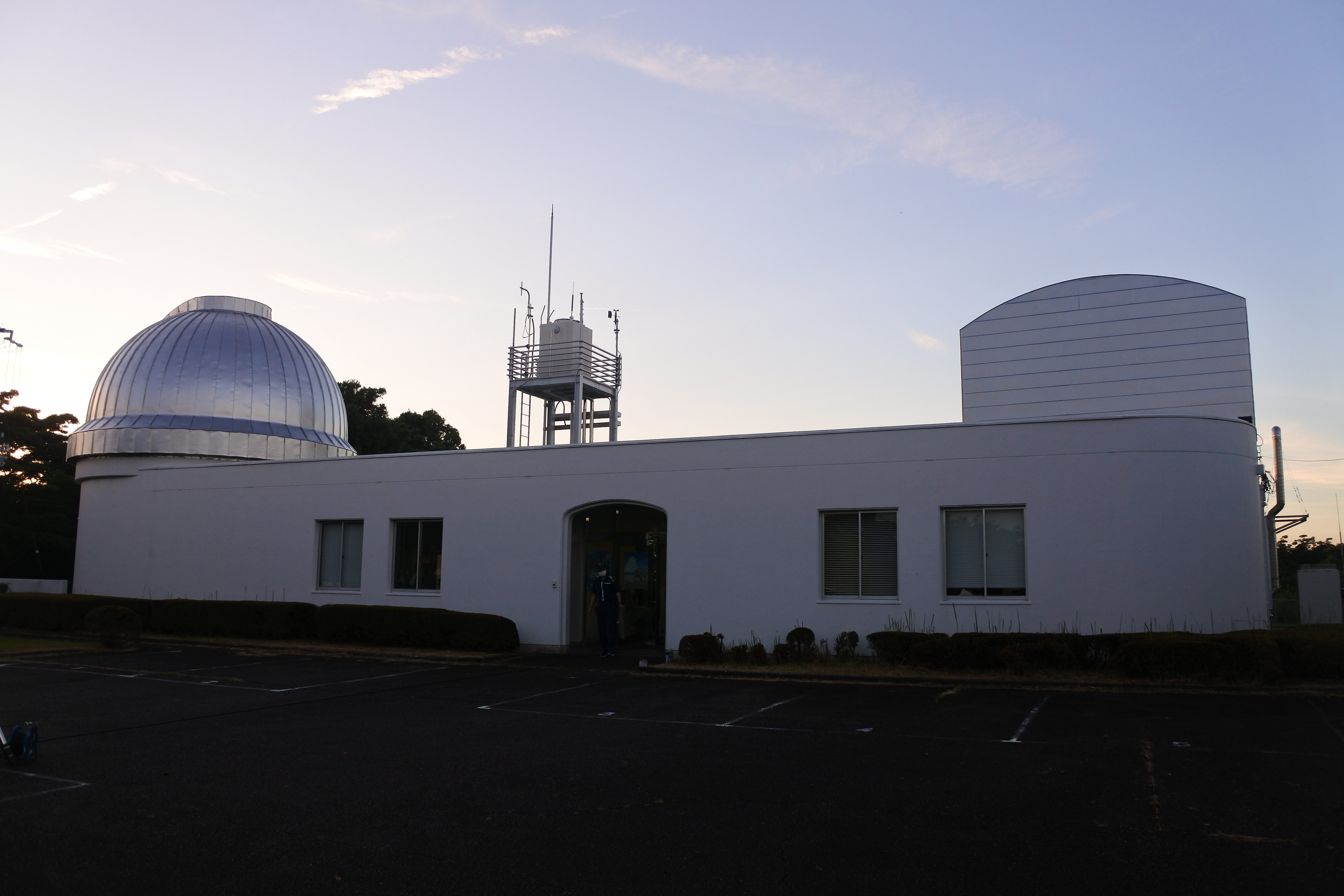
下里水路観測所

水路観測所（すいろかんそくじょ）は、水路測量に関する事務および航法に必要な測地に関する事務を所管する海上保安庁の施設である。下里水路観測所のみがある。法令上の管理運用担当者を置かない施設である。

## 概要
海図作成における測地および海上運航の際の目安となる天体等の観測を行う事によって、天文航海暦の作成を目的に設置。現在は、GPSなどへの置き換えが進んできたため、それらが活用される範囲は減ってきているが、海図上の基準となる方位測定や位置測定を目的に現在も運用を実施している。
閉鎖された白浜および美星の両水路観測所は、美星水路観測所の場合には近くに美星天文台が開設され、天体観測が行われており、そちらでの観測データが優れており閉鎖することにした。白浜水路観測所の場合には、同地域の気象条件が良くないことなどから、閉鎖することにしたものである。
現在、測地系の維持や精度の向上を目的として活動を行っており、国際協力によって防災などに役立てるため、国立天文台や公開天文台から得られるデータも参考にしながら、運用を行っている。天文航海暦の場合には、基本データについては、下里で観測されたデータを基準にして、国際測地系での補正を加えたものを一般向けに販売しているものである。その他、インターネット上では、海洋測地系の水準点に当たる箇所の潮位・干満時刻などを公開している。

## 観測所

### 現存施設

#### 下里水路観測所

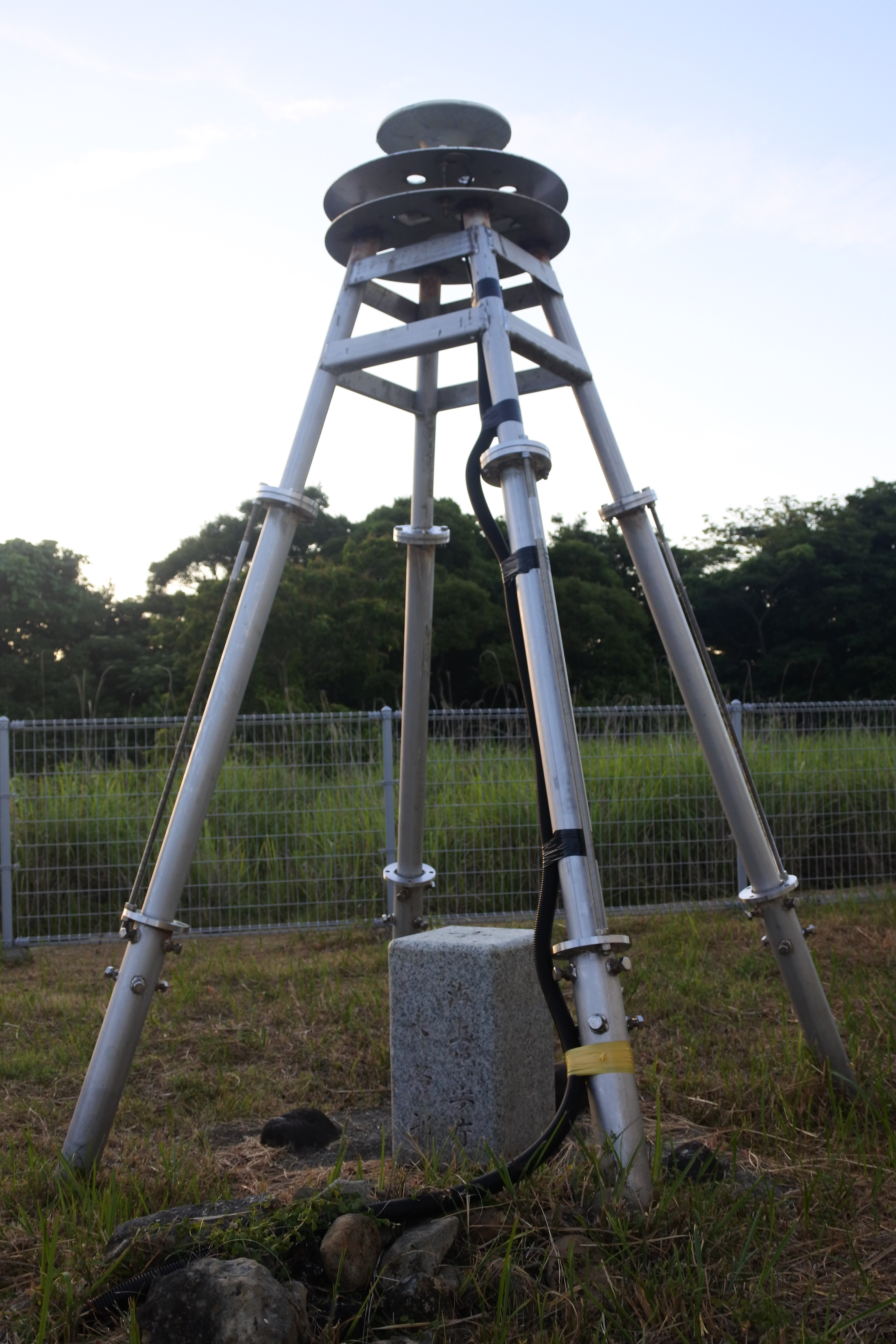
海洋測地網原点（本土基準点）

1951年に設置し、設立当時は地磁気観測や天体観測を行っていた。現在は人工衛星レーザー測距装置による測地を行い、国際レーザー測距事業 (ILRS) へ参画している。2023年には人工衛星レーザー測距観測の成功数が41年の累計で5万回に達した。人工衛星レーザー測距観測と並行して近傍でのGNSS観測も行い、測地原理の異なる方法を組み合わせることで観測精度を高め、世界測地系に基づく海洋測地網の本土基準点として海図の作製に役立てている。一般公開を実施しており、その中で天体観望会なども実施している。
- 所在地 和歌山県東牟婁郡那智勝浦町下里
- 管轄 第五管区海上保安本部

### 廃止施設

#### 八丈水路観測所
1977年設置。無人施設で、本部からの遠隔操作により、地磁気観測を行っていた。プロトン磁力計で地磁気変動などを測定するのみで、2004年の廃止後は、海上保安庁第三管区海上保安本部と一体のものとなっており、施設は非公開。
- 所在地 東京都八丈支庁八丈町
- 管轄 第三管区海上保安本部

#### 美星水路観測所
1949年に倉敷水路観測所が開所。1983年に倉敷より美星町（現・井原市）に移転、美星水路観測所と改称。2008年4月1日に廃止。星食を中心に天体観測を行い、月の運動や地球の自転の変動を調べていた。
- 所在地 岡山県井原市美星町宇戸
- 管轄 第六管区海上保安本部

#### 白浜水路観測所
2006年4月1日に廃止。星食の観測を行っていた。
- 所在地 静岡県下田市白浜
- 管轄 第三管区海上保安本部

## 沿革

### 前史
- 1944年 - 地磁気の定点観測所として紀伊勝浦観測所を新設する[10]。
- 1945年11月29日 - 海軍省水路部から、運輸省水路部へ移管する。
- 1947年11月26日 - 水路部官制[11]第6条による水路部観測所を以下の通り定める[12]。
  - 運輸省新潟水路部観測所 - 新潟市磯町
  - 運輸省重須水路部観測所 - 静岡県田方郡内浦村重須
  - 運輸省白浜水路部観測所 - 静岡県賀茂郡白浜村坂戸
  - 運輸省勝浦水路部観測所 - 和歌山県東牟婁郡勝浦町
  - 運輸省笠岡水路部観測所 - 岡山県小田郡笠岡町
  - 運輸省函館水路部観測所 - 函館市
- 1947年12月22日 - 運輸省山川水路部観測所（鹿児島県揖宿郡山川町）を新設[13]。
- 1948年2月26日 - 運輸省気仙沼水路部観測所（宮城県本吉郡気仙沼町）を新設[14]。

### 水路観測所
- 1948年5月1日 - 運輸省水路部が廃止され[15]、新設する海上保安庁水路部所管として以下の水路観測所が置かれる[16]。
  - 海上保安庁新潟水路観測所 - 新潟市磯町
  - 海上保安庁重須水路観測所 - 静岡県田方郡内浦村重須
  - 海上保安庁白浜水路観測所 - 静岡県賀茂郡白浜村坂戸
  - 海上保安庁勝浦水路観測所 - 和歌山県東牟婁郡勝浦町
  - 海上保安庁笠岡水路観測所 - 岡山県小田郡笠岡町
  - 海上保安庁山川水路観測所 - 鹿児島県揖宿郡山川町
  - 海上保安庁気仙沼水路観測所 - 宮城県本吉郡気仙沼町
  - 海上保安庁函館水路観測所 - 函館市元町
- 1948年8月28日 - 新潟水路観測所を廃止し、伏木水路観測所（富山県高岡市伏木古國府町）を新設する[17]。
- 1949年5月1日 - 水路観測所の名称および場所を以下の通り定める[18]。
  - 浦賀水路観測所 - 神奈川県横須賀市浦賀
  - 白浜水路観測所 - 静岡県賀茂郡白浜村板戸
  - 勝浦水路観測所 - 和歌山県東牟婁郡勝浦町
  - 笠岡水路観測所 - 岡山県小田郡笠岡町
  - 山川水路観測所 - 鹿児島県揖宿郡山川町
  - 伏木水路観測所 - 富山県高岡市伏木古國府町
  - 気仙沼水路観測所 - 宮城県本吉郡大島村中山
  - 函館水路観測所 - 函館市元町
- 1952年 - 紀伊勝浦観測所が新たに天文観測を開始し、勝浦水路観測所へ名称変更[10]。
- 1952年9月1日 - 気仙沼水路観測所を廃止し、石巻水路観測所（石巻市）を新設する[19]。
- 1953年4月1日 - 下里水路観測所（和歌山県東牟婁郡下里町）を新設する[20]。
- 1954年 - 勝浦水路観測所付近に建設された鉄骨建造物が地磁気観測の障害となったため、下里水路観測所へ地磁気観測部門を移転[10]。
- 1955年8月10日 - 函館水路観測所、石巻水路観測所、浦賀水路観測所、笠岡水路観測所（笠岡市）、山川水路観測所、伏木水路観測所を廃止し、倉敷水路観測所（倉敷市）を新設する[21]。
- 1959年4月1日 - 天文観測部門を下里水路観測所へ移し、勝浦水路観測所を廃止する[22]。
- 1977年3月15日 - 八丈水路観測所（東京都八丈支庁管内八丈町）を新設する[23]。
- 1978年 - 下里水路観測所近くの紀勢本線が電化され地磁気観測の障害となり、地磁気観測部門を八丈水路観測所へ移転[10]。
- 1982年 - 下里水路観測所で人工衛星レーザー測距による測地観測を開始する[10]。
- 1983年4月5日 - 倉敷水路観測所を廃止し、美星水路観測所（岡山県小田郡美星町）を新設する[24]。
- 2004年10月1日 - 八丈水路観測所を廃止する[25]。
- 2006年4月1日 - 白浜水路観測所（下田市）を廃止する[26]。
- 2008年4月1日 - 美星水路観測所を廃止する[27]。